# Max Tauch
Max Tauch (* 25. Juni 1935 in Opladen; † 17. Januar 2015 in Neuss) war ein deutscher Kunsthistoriker. 

## Leben
Max Tauch studierte Kunstgeschichte und wurde 1967 an der Universität Bonn promoviert. Er war von 1985 bis 1998 Leiter des Clemens-Sels-Museums in Neuss.
Am 15. September 1999 ernannte ihn der römisch-katholische Papst Johannes Paul II. zum Ritter des Ordens vom Heiligen Papst Silvester. 2002 wurde Tauch mit dem Rheinlandtaler ausgezeichnet. 2008 erhielt er den Hermann-von-Hessen-Preis.
Tauch verstarb am 17. Januar 2015. In der Basilika St. Quirin in Neuss wurden am 23. Januar 2015 die feierlichen Exequien gehalten.

## Schriften
- Der Beichtstuhl in den katholischen Kirchen des deutschen Barock. Dissertation. Bonn 1967.
- Gustav Klimt. Galerie der großen Maler. Bastei-Verlag Gustav H. Lübbe, Bergisch Gladbach 1969.
- Rheinische Landschaften. Gemälde und Aquarelle aus dem 19. und 20. Jahrhundert. Rheinischer Verein für Denkmalpflege und Landschaftsschutz e. V., Jahrbuch 1972/73, Neuss 1973.
- Neuss in alten Graphiken. Bachem, Köln 1984.
- Neuss und der Kölner Krieg. Clemens-Sels-Museum, Neuss 1986.
- Neuss: St. Quirin, Baustelle Kirche. Zeichnungen von Clemens Hillebrand, Köln. Clemens-Sels-Museum, Neuss 2000.
- St. Quriniusmünster Neuss. Schnell und Steiner, München 2002.
- Kultur- und Kunststätten im Rhein-Kreis Neuss. Schnell und Steiner, Regensburg 2007.
- Das Neusser Münster. Geschichte – Architektur – Ausstattung. Mit Fotografien von Robert Boecker. Bachem, Köln 2009, ISBN 978-3-7616-2297-1.